# Я краснею
«Я красне́ю» (англ. Turning Red) — канадско-американо-китайский компьютерно-анимационный фэнтезийный комедийный фильм 2022 года, созданный студией «Pixar» и выпущенный «Walt Disney Pictures». Режиссёром фильма выступила Доми Ши (её полнометражный режиссёрский дебют), а сценаристами — Ши и Джулия Чо. Главные роли в фильме озвучили Розали Чян, Сандра О, Ава Морс, Майтреи Рамакришнан, Хуэйн Пак, Орион Ли, Вай Чин Хо, Тристан Аллерик Чен и Джеймс Хонг.
Действие происходит в 2002 году в городе Торонто. Главная героиня — Мэйлин «Мэй» Ли, тринадцатилетняя канадская школьница с китайскими корнями, которая превращается в гигантскую красную панду каждый раз, когда сильно нервничает, однако она может вернуться к прежнему состоянию, если успокоится. Разработка мультфильма началась в 2018 году, когда Доми Ши предложила свою идею «Pixar» в октябре 2017 года.
Специальные показы прошли 21 февраля 2022 года в Лондоне в кинотеатре Everyman Borough Yards и на кинофестивале в Торонто 8 марта 2022 года. Мировая премьера «Я краснею» состоялась 1 марта 2022 года. Фильм был выпущен 11 марта 2022 года на стриминговом сервисе Disney+ и в кинотеатрах в тех странах, где на момент релиза сервис был недоступен. Мультфильм собрал $20 млн в мировом прокате и получил положительные отзывы от критиков. В 2023 году на 95-й церемонии вручения премии «Оскар» фильм был номинирован на лучший анимационный фильм.

## Сюжет
Мэйлин «Мэй» Ли — тринадцатилетняя восьмиклассница китайско-канадского происхождения, проживающая в городе Торонто. Она ухаживает за храмом, возведённым в честь её предка, Сунь И, пытается угодить своей матери Мин и заставить её гордиться ей. Мэй скрывает от матери свои увлечения, в том числе и тот факт, что она и её лучшие подруги Мириам, Прия и Эбби являются фанатками музыкальной группы 4-Town.
Мин узнаёт о том, что Мэй нравится Девон, кассир из местного магазина. Она сталкивается с ним и непреднамеренно позорит дочь перед людьми. Следующей ночью Мэй снится кошмар, а проснувшись, она понимает, что превратилась в гигантскую красную панду. Пытаясь скрыть это от родителей, Мэй приходит к выводу, что превращение происходит только тогда, когда её одолевают сильные эмоции. Мин узнаёт об этом, когда вновь портит репутацию дочери, ввязавшись в драку с охранником на глазах у класса и вынудив её превратиться от страха в панду. Вследствие этого Мэй убегает из школы домой.
Мин и отец Мэй, Цзинь, объясняют ей, что все женщины в их семье обладают способностью к трансформации благодаря их далёкому предку, и дух красной панды может быть изгнан из тела и заключён в талисман при помощи ритуала, который необходимо провести в ночь Красной луны. Следующая Красная луна взойдёт спустя месяц, а до тех пор Мин решает держать дочь взаперти в своей комнате. Друзья Мэй случайно узнают о проблеме, однако относятся к ней с пониманием, а Мэй приходит к выводу, что если сконцентрируется на друзьях, то сможет сдержаться от превращения. Она уговаривает родителей позволить ей продолжить обычную жизнь, однако Мин продолжает пристально следить за Мэй.
4-Town объявляют о том, что появятся в Торонто в рамках своего концертного тура, однако Мин отказывается отпускать Мэй на концерт. С помощью своих способностей она и её подруги начинают собирать деньги на билеты без ведома Мин. Тайлер просит Мэй появиться на его дне рождения. Во время вечеринки Мэй узнаёт о том, что концерт пройдёт в ночь ритуала. Когда Тайлер оскорбляет её, она злится и нападает на него, приводя в ужас остальных гостей. Мин узнаёт о действиях дочери и обвиняет её подруг в том, что те использовали её. Мэй не удаётся возразить, поскольку она боится перечить матери.
Бабушка и тёти Мэй приезжают с целью провести ритуал, однако когда красная панда уже почти отделяется от неё, Мэй решает оставить свои силы, срывает ритуал и отправляется на концерт, проходящий на стадионе «SkyDome». Там она встречает подруг, которые прощают её за поведение на вечеринке. К сожалению, сбегая из храма, Мэй повредила талисман матери, вследствие чего её панда вырвалась на волю. Разозлённая Мин превращается в красную панду гигантских размеров и срывает концерт, намереваясь силой отправить Мэй домой. Мэй спорит с матерью из-за сорванного ритуала, сражается с ней и случайно оглушает её.
Остальные члены семьи Ли прибывают с целью провести новый ритуал, тёти и бабушка используют свои облики красных панд, чтобы помочь Мэй поместить Мин в ритуальный круг. С помощью пения друзей Мэй и 4-Town новый ритуал отправляет Мэй, Мин и остальных женщин в астрал. Мэй мирится с матерью, и в то время как остальные женщины семьи Ли освобождают себя от своих панд, Мэй решает оставить свою. Спустя некоторое время отношения матери и дочери улучшаются, и Мэй совмещает обязанности по храму с времяпрепровождением с друзьями, в число которых теперь входит Тайлер, а Мин вынуждена возместить городу ущерб, нанесённый стадиону «SkyDome».

## Роли озвучивали
| Актёр               | Роль                                 |
| ------------------- | ------------------------------------ |
| Розали Чян          | Мэйлин «Мэй» Ли                      |
| Сандра О            | Мин Ли мать Мэй                      |
| Ава Морс            | Мириам Мендельсон подруга Мэй        |
| Хуэйн Пак           | Эбби Пак подруга Мэй                 |
| Майтреи Рамакришнан | Прия Мангаль подруга Мэй             |
| Орион Ли            | Цзинь Ли отец Мэй                    |
| Вай Чин Хо          | Ву бабушка Мэй                       |
| Тристан Аллерик Чен | Тайлер Нгуен-Бейкер одноклассник Мэй |
| Джеймс Хонг         | мистер Гао                           |
| Эдди Чендлер        | Девон                                |
| Саша Ройз           | мистер Кесльлёвский                  |
| Лори Тан Чин        | Чен тётя Мэй                         |
| Лиллиан Лим         | Пин тётя Мэй                         |
| Шерри Кола          | Хелен тётя Мэй                       |
| Мия Тагано          | Лили тётя Мэй                        |
| Джордан Фишер       | Робер член группы 4*Town             |
| Финнеас О’Коннелл   | Джесси член группы 4*Town            |
| Джош Ливай          | Аарон З. член группы 4*Town          |
| Тофер Нго           | Аарон Т. член группы 4*Town          |
| Грейсон Вильянуэва  | Тай Янг член группы 4*Town           |
| Лили Санфелипо      | Стейси Фрик одноклассница Мэй        |

## Производство

### Разработка
В 2017 году, когда Ши завершила работу над короткометражным мультфильмом «Бао», «Pixar» попросили её предложить им три идеи для полнометражного фильма. Все её концепты были основаны на взрослении подростков, и тот из них, что лёг в основу сюжета «Я краснею», рассказывал историю девочки, проходящей через «магическое созревание». Ши написала его, основываясь на личном опыте. Она сказала: «Все были в такой ситуации. Все в 13 лет ощущали то чувство, словно они превращаются в дикого, мохнатого, гормонального зверя, и я думаю, именно поэтому эта идея приглянулась Pixar». 31 октября 2017 года Ши предложила студии свои концепты, в число которых входил и «Я краснею». По словам продюсера «Pixar» Линдси Коллинз, присутствовавшей на питч-встрече с Ши, студию привлекла идея «Я краснею», поскольку «было ясно, что Доми так ясно ощущала, кем были эти два главных персонажа, что Мэй и Мин были внятны, особы и уникальны, более, чем другие идеи», и «эти два персонажа были олицетворениями её собственного жизненного опыта. Это словно некое уравнение магии».
Проект находился в производстве под рабочим названием «Красный». 8 мая 2018 года стало известно, что Ши пишет и режиссирует полнометражный художественный фильм для студии, что делает её первой женщиной-режиссёром, снявшей фильм для «Pixar». Творческий коллектив фильма стал первым полностью женским составом в истории Pixar, что по словам генерального директора студии Джима Морриса «выглядело очень органично». 10 декабря 2020 года было утверждено название «Я краснею». Разработка «Я краснею» заняла всего четыре года, в связи с чем Моррис сказал, что это был самый быстрый процесс в истории студии.

### Кастинг
В 2017 году «Pixar» пригласили Чян поддержать разработку фильма, предоставив им записи её голоса. Чян, которой на тот момент было двенадцать лет, была выбрана, поскольку тогда жила в городе Фримонт, находящемся в 35 милях от штаб-квартиры компании. Спустя два года разработки Ши и Коллинз достигли того момента, когда нужно было начинать поиск актёров озвучки для проекта. Прослушивая голоса разных актрис, они поняли, что влюбились в исполнение Чян и не видели в роли Мэй больше никого иного. Они обсудили ситуацию с главным креативным директором «Pixar» Питом Доктером, который лично одобрил выбор Чян на главную роль.
В начале рекорд-сессии 2020 года Ши удивила Чян дополнительной страницей сценария, на которой от лица персонажа Мин предложила ей роль. Данная сессия была последней, проведённой лично перед локдауном, связанным с пандемией COVID-19. Чтобы продолжить производство, студия предоставила Чян различное оборудование для звукозаписи, с помощью которого та создала в одной из комнат в доме своих родителей собственную миниатюрную студию. Сандра О была для Ши идеальным кандидатом на роль Мин, поскольку они обе были китайско-канадского происхождения и режиссёр верила, что О сможет охватить весь спектр эмоций, которым наделена Мин.

### Дизайн

#### Сеттинг
Действие фильма разворачивается в Торонто, Канада в начале 2000-х годов, как указано в сценах в тизер-трейлере и на студенческом билете Мэй на тизерном постере. Также это было подтверждено художником-постановщиком в феврале 2021 года. Так как события фильма показаны глазами тринадцатилетней девочки, окружение было создано таким образом, чтобы передать ощущение «юности» и «магии». Также отображена популярность бой-бэндов в начале тысячелетия и реакция подростков на них. В поисках вдохновения и визуальной опоры аниматоры «Pixar» посещали различные места в районе северной Калифорнии. Они изучали красных панд в зоопарке Сан-Франциско, архитектуру китайского квартала в том же Сан-Франциско и храм Бок Кай в Мэрисвилле. В японской локализации действие разворачивается в 1990-е года.